# Chinezen in Nederlands-Indië
De Chinezen in Nederlands-Indië vormden als migranten een aparte bevolkingsgroep naast de andere leefgemeenschappen. Zij vermengden zich deels met de inheemse bevolking, maar ook met de Nederlands-Indische bevolking. Zij brachten naast hun handelsgeest ook hun cultuur mee, waarbij uitwisseling daarvan plaatsvond onder de inheemse volken, zoals dat voornamelijk op Java plaatsvond.

## Geschiedenis
Han-Chinezen uit de Chinese provincies Fuijan en Guangdong kwamen reeds in de 15e eeuw naar Nusantara, waarvan het huidige Indonesië deel uitmaakte, om er handel te drijven. Onder het bewind van Jan Pieterszoon Coen werden vanaf 1617 veel contractarbeiders ingehuurd. Veel handelaren vestigden zich in Batavia waar Chinese wijken ontstonden. Rond 1644 kwamen aan het eind van de Ming-dynastie door armoede en hongersnood, veel, naar zij later werden genoemd Peranakan-Chinezen, naar het toenmalige Nederlands Voor-Indië.
Toen na 1680 de suikerrietteelt op de plantages op gang kwam, ontstond een grote trek van Peranakan-Chinezen naar Java. Toen echter de suikerrietteelt in verval raakte ontstond er grote armoede onder de Chinezen en braken er onlusten uit, met tot gevolg dat georganiseerde Chinese bendes militaire posten aanvielen. Als reactie hierop werden vijf- tot tienduizend Chinezen vermoord, waardoor nog maar 3000 Chinezen in Batavia over waren gebleven.
Chinezen werden pachters van markten en tolpoorten, maar ook beheerden zij gokpaleizen en opiumkitten. Zij vervulden op het land de functie van herenboer door het pachten van grote stukken grond, waarop zij inheemse boeren lieten werken en zo macht over hen konden uitoefenen.
In 1816 werd een regeling van kracht waarin Vreemde Oosterlingen, c.q. Chinezen en Inlanders in bezit moesten zijn van een pas, die getoond moest worden in ieder district dat zij in reisden. Reeds in 1818 werd deze regeling versoepeld en in 1914 uiteindelijk afgeschaft.
Vanaf 1872 werd de Chinezen de verplichting opgelegd zich te kleden naar hun landsaard, om zich te onderscheiden van de inheemse bevolking en om inmenging met hen te voorkomen. Dat hield ook in dat de mannen de door hen gehate en eerder door de Manchu's opgelegde 'staart' weer moesten gaan dragen.
Rond 1930 vormden 60% van de Chinezen de schakel tussen de Europese en Nederlands-Indische handel, waarbij zij in de scheepvaart op Nederlandse havens van Amsterdam en Rotterdam werkzaam waren. Een aantal onder de gegoede Chinezen kon gaan studeren in Nederland. In de Indische gemeenschap werden de Peranakan-Chinezen Indo-Chinezen genoemd. Soms vonden er huwelijken plaats tussen Chinese vrouwen en Nederlands-Indische mannen, maar ook vond vermenging plaats met de inheemse bevolking. Ondanks dat zij Nederlands onderdaan waren werden zij door de Nederlandse wetgeving geclassificeerd als ‘Vreemde Oosterlingen’. Veel hadden baantjes als koelie in de mijnen of op de plantages, klontong (Chinese marskramer in manufacturen, kleine huishoudelijke benodigdheden en snuisterijen) of Kapitein-chinees. Zij vormden geen homogene groep.
Tijdens de uiterst gewelddadige periode van de Bersiap (1945-1949) werden veel Chinezen vanwege hun nauwe banden met de Nederlands-Indische gemeenschap door geweld van pemoeda’s vermoord of beroofd van hun bezittingen.
Zij hebben hun invloed doen gelden door hun cultuur en voedingsgewoonten over te brengen op de inheemse bevolking. Hierbij werden o.a. Chinese motieven bij het batikken en in het zilversmeedwerk gebruikt en vond het gebruik van varkensvlees in de inheemse keuken plaats. Vermenging vond ook plaats in het dragen kleding, zoals Chinese vrouwen die een sarong en kebaja versierd met Chinese motieven droegen. 
De Chinezen konden worden verdeeld in twee groepen: de Peranakan-Chinezen die geen Chinees meer spraken, en de totok (volbloed)-Chinezen die Chinees spraken en hun cultuur behouden hadden. Bij een volkstelling in 1930 bleek dat de Chinese bevolking was gegroeid tot anderhalf miljoen en waarvan meer dan de helft behoorde tot de Peranakan-Chinezen. De taal die zij voerden was Maleis en Baba-Maleis. De godsdienst die zij aanhingen was voor het merendeel het boeddhisme, of zij waren islamitisch, christen of aanhanger van Confucius.

## Zie voorts
- Chinezen in Indonesië
- Geschiedenis van de Chinezen in Nederland
- Peranakan-Chinezen